# Série magmatique
 (mars 2015).
Si vous disposez d'ouvrages ou d'articles de référence ou si vous connaissez des sites web de qualité traitant du thème abordé ici, merci de compléter l'article en donnant les références utiles à sa vérifiabilité et en les liant à la section « Notes et références ».

Le diagramme AFM (Alcalins, Fer, Magnésium) permet de distinguer les trois principales séries magmatiques (tholéitique, alcaline et calco-alcaline).

Une série magmatique est une famille de roches magmatiques formées à partir d'un même magma. Elle résulte de la fusion mantellique de roches ultramafiques qui donne des basaltes, des andésites/diorites, etc. Ces roches évoluent selon le processus de différenciation magmatique qui peut se faire par deux mécanismes principaux : la cristallisation fractionnée et  le fractionnement de basaltes.
Cependant, un magma évolue le plus souvent par contamination ou mélange avec d'autres magmas. Par exemple, la majorité des granites provient d'un mélange entre des magmas basiques, et des magmas granitiques formés par fusion de la croûte. 
De façon générale, et dans le cas où il n'y a pas de mélange de magmas, plus les roches sont différenciées plus elles sont riches en minéraux alcalins, et souvent en silice, et pauvres en calcium et minéraux ferro-magnésiens. La différenciation se mesure par le rapport (K+Na)/(K+Na+Ca).
Les roches les moins différenciées (les plus basiques) sont des basaltes s.l., et les termes les plus différenciés (les plus acides) sont des rhyolites, trachytes et phonolites.

## Définition des séries
Les séries sont définies typiquement par le taux d'alcalins et de silice (diagramme TAS). La classification TAS distingue trois types fondamentaux : la série hyper-alcaline, la  série alcaline et la série sub-alcaline.
| Rhyolite Trachyte Dacite Andésite Trachy- · andésite Basalte · andésitique Trachy- · andésite · basaltique Trachy- · basalte Basalte Picro- · basalte Téphrite · basanite Phono · -téphrite Téphri · -phonolite Phonolite Foïdite SERIE HYPER-ALCALINE SERIE ALCALINE SERIE SUB-ALCALINE |

## Série sub-alcaline
La série sub-alcaline est définie par un taux faible d'alcalins. On peut, sur la base d'arguments géochimiques, la subdiviser en deux séries : la série calco-alcaline et la série tholéitique.

### Série tholéitique
La série tholéitique est caractéristique des zones de dorsales océaniques, mais peut également se rencontrer dans les arcs océaniques (subduction océan-océan) ou les provinces magmatiques. Elle est caractérisée par une très faible abondance des alcalins, qui est interprétée comme la conséquence d'un taux de fusion important. Les termes différenciés y sont habituellement rares, en raison de la faible épaisseur de la lithosphère océanique dans les zones de subduction océan-océan ou dans les dorsales.

### Série calco-alcaline
La série calco-alcaline est caractéristique des zones de subduction océan-continent. Les termes peu différenciés (basaltes) y sont rares, en raison de l'épaisseur de la croûte continentale, qui s'accompagne d'une différenciation importante. Les roches typiques y sont les andésites (roches hydratées, riches en amphiboles) et les rhyolites.

## Série alcaline
La série alcaline est définie par une composition riche en éléments alcalins (Na et K). Elle correspond à des roches souvent sous-saturées en silice. Les termes différenciés sont rarement des rhyolites, plus souvent des trachytes ou des phonolites. Elle est caractéristique du magmatisme intraplaque (points chauds).
On parle de magmatisme alcalin pour désigner les processus de formation et de différenciation des magmas (et donc des roches) de la série alcaline. Le magmatisme alcalin est fréquent sur Terre mais il semble qu'il existe ou qu'il a existé aussi sur d'autres objets planétaires (Mars, Vénus, la Lune) et même dans les corps parents de certaines météorites.